# ایگاکوکان
ایگاکوکان (به ژاپنی: 医学館 Igakukan) به عنوان یک مؤسسه آموزشی پزشکی بزرگ در ادو تحت حمایت مستقیم شوگون‌سالاری توکوگاوا بود، این مؤسسه تنها یک مورد در نوع خود است. کتابخانه پزشکی بزرگ آن اکنون در تملک بایگانی ملی ژاپن است.